# Adolphe Belem
Adolphe Belem (* 25. November 1998 in Bonogo) ist ein burkinischer Fußballspieler.

## Karriere
Belem begann seine Karriere beim RC Kadiogo Ouagadougou. Im Sommer 2016 wechselte nach Österreich zur sechstklassigen Union Lembach. Im Januar 2017 schloss er sich dem Regionalligisten Union Gurten an. Sein Debüt für Gurten in der Regionalliga gab er im März 2017, als er am 18. Spieltag der Saison 2016/17 gegen den TSV Hartberg in der Startelf stand.
Im Januar 2018 wechselte er zum Zweitligisten Floridsdorfer AC, bei dem er einen bis Juni 2020 laufenden Vertrag erhielt. Im März 2018 debütierte er für den FAC in der zweiten Liga, als er am 23. Spieltag der Saison 2017/18 gegen den SC Wiener Neustadt in der 73. Minute für Albin Gashi eingewechselt wurde. In zweieinhalb Jahren kam er zu 43 Zweitligaeinsätzen für die Wiener, in denen er acht Tore machte. Nach der Saison 2019/20 verließ er den Verein.
Daraufhin wechselte er zur Saison 2020/21 in die Türkei zum Zweitligisten Adanaspor. Dort blieb er knapp drei Jahre lang und wurde im März 2023 vereinslos. Ein halbes Jahr später heuerte er beim Asswehly SC aus Libyen an und wechselte ein Jahr später in seine Heimat zum SC Majestic. Nachdem er im Februar 2025 abermals vereinslos geworden war, schloss er sich einen Monat später dem russischen Zweitligisten Jenissei Krasnojarsk an.